# Alice (cântec de Avril Lavigne)
Alice  este cântecul principal inclus pe coloana sonoră a filmului științifico-fantastic Alice în Țara Minunilor, apărut în anul 2010. Compoziția oficială este acompaniată de vocea cântăreței de origine canadiană Avril Lavigne.

## Istoric
În timp ce proiecta noi piese pentru propria sa linie vestimentară, Lavigne i-a contactat pe directorii Disney și și-a exprimat dorința de a compune un cântec pentru coloana sonoră a peliculei Alice în Țara Minunilor. Regizorul filmului, Tim Burton, a acceptat imediat oferta, iar piesa „mai întunecată” a interpretei a fost compusă la scurt timp, cu ajutorul unui pian, instrument care definește linia melodică a compoziției. Piesa, intitulată „Alice” a primit recenzii mixte din partea criticilor de specialitate, publicația canadiană Calgary Herald numind-o „una dintre cea mai bună compoziții din cariera interpretei”, alții criticând-o dur pentru felul în care „caută să devină Amy Lee și țipă în timp ce încearcă să cânte notele înalte”. Piesa a beneficiat de promovare adiacentă și de un videoclip, însă a obținut poziții mediocre în clasamentele de specialitate.

## Legături externe
- Official music video pe YouTube
- Video without movie footage Arhivat în 26 iunie 2011, la Wayback Machine.
- Official site for Alice in Wonderland
- Versurile complete ale acestei piese pe MetroLyrics